# La Mazière-aux-Bons-Hommes
La Mazière-aux-Bons-Hommes este o comună în departamentul Creuse din centrul Franței. În 2009 avea o populație de 65 de locuitori.

## Evoluția populației
| An        | 1975 | 1982 | 1990 | 1999 | 2006 | 2009 |
| --------- | ---- | ---- | ---- | ---- | ---- | ---- |
| Populație | 96   | 99   | 96   | 73   | 63   | 65   |